# August Stöcklin
August Stocklin (1873 - 1919) fou un compositor alemany.
Alumne distingit del Conservatori d'Estrasburg, va escriure molta música religiosa, obres per a piano, lieder i l'òpera Theodolinde.
Va pertànyer a l'escola wagneriana, malgrat que amb un estil molt personal.